# Hotel Atlantis
L'hotel Atlantis è un albergo di Palm Jumeirah a Dubai, negli Emirati Arabi Uniti.
È una joint venture tra Kerzner International Limited and Istithmar PSJC ed è aperto dal 24 settembre 2008.
L'hotel è stato realizzato sul modello dell'Atlantis Paradise Island di Nassau, Bahamas.
È costituito da due torri collegate da un ponte.
Conta duemila camere e possiede uno dei più grandi parchi acquatici del Medio Oriente, oltre ad un immenso acquario interno, con richiami al mito di Atlantide.
Situato su un'isola artificiale, è collegato alla terraferma dalla monorotaia Palm Jumeirah.